# Haus und Hof
Haus und Hof ist ein Dokumentarfilm des DEFA-Studios für Dokumentarfilme von Volker Koepp aus dem Jahr 1980. 

## Handlung
Isolde Sperling wird vorgestellt, die als Abteilungsleiterin für Beregnung und Melioration in der LPG Pflanzenproduktion Hennickendorf (Nuthe-Urstromtal) arbeitet. Sie ist Abgeordnete im Kreistag des Kreises Luckenwalde, wo sie in der Umweltschutz-Kommission arbeitet. Ihr Mann Jürgen ist Musiker, gemeinsam haben sie einen etwa 8-jährigen Sohn.
Isolde zeigt dem Filmteam mehrere Situationen, welche Widersprüche sich im täglichen Leben auftun. In einem Waldstück wird das Abwasser der Stadt Luckenwalde entsorgt, da die Ackerflächen diese Mengen, wegen Überlastung, nicht mehr aufnehmen können. In einer LPG-Leitungssitzung zeigt sich, dass sie für die Durchsetzung ihrer Vorstellungen hart kämpfen muss. Sie kritisiert auch die Methode, den Anbauplan vom Kreis bis ins kleinste Detail festlegen zu lassen, ohne dass die LPG ein Mitspracherecht hat. Vier Jahre sind seit ihrem Studium an der Humboldt-Universität zu Berlin vergangen und es dauerte einige Zeit, bis sie die vielen Unterschiede zwischen der erlernten Theorie und der Praxis im Alltag bis ins letzte Detail bemerkte.
Auch aus ihrem privaten Leben erzählt Isolde, so von ihrer Oma, die eine 35 Hektar große Bauernwirtschaft besaß und deren Ringe sie heute trägt. Die Kamera zeigt, wie sie im Garten ihrer Eltern behilflich ist und meint, dass ihre Mutter sich sicherlich nicht über sie beschweren kann. Auch die häufige berufliche Abwesenheit ihres Mannes wirkt sich nicht negativ auf die Ehe aus. Sie erzählt aber auch, wie fertig sie an manchen Tagen nach der Arbeit ist, obwohl sie häufig nur im Büro sitzt. Der Gedanke Landwirtschaft zu studieren kam ihr bereits in der 9. Klasse und sie hat diesen Entschluss bis heute nicht bereut. Dann zählt Isolde noch ihre ehrenamtlichen Tätigkeiten auf, wozu die bereits erwähnte Arbeit im Kreistag zählt, dann ist sie noch Mitglied in der Arbeiter-und-Bauern-Inspektion (ABI), in der Gemeindevertretung von Woltersdorf und in der betriebliche Kommission für Kultur und Sozialwesen.

## Produktion und Veröffentlichung
Der Schwarzweißfilm Haus und Hof wurde von der Künstlerischen Arbeitsgruppe document unter dem Arbeitstitel Isolde gedreht und hatte seine festliche Aufführung am 18. September 1980 im Berliner Kino International.
Die Dramaturgie lag in den Händen von Annerose Richter.

## Kritik
In der Berliner Zeitung schrieb Henryk Goldberg in seinem Beitrag vom 3. Nationalen Festival der Dokumentar- und Kurzfilme der DDR in Neubrandenburg:

„Der Film wirkte diskussionsanregend wie wenig andere, dennoch sah ich ihn mit geteilten Gefühlen. Koepp läßt eine junge Frau zu Selbstaussagen kommen, die in der Lage sind, übergreifende Diskussionen, Fragen anzuregen. Die zurückhaltende, fast spröde Art jedoch, mit der dieser Film gemacht ist, erschwert zu dem Partner, den er vor der Kamera hat, den menschlich-persönlichen Zugang.“